# Tisá
Tisá település Csehországban, az Ústí nad Labem-i járásban. Tisá Jílové, Libouchec, Petrovice, Bad Gottleuba-Berggießhübel és Rosenthal-Bielatal településekkel határos. Lakosainak száma 1005 fő (2024. január 1.).

## Népesség
A település lakosságának változását az alábbi diagram mutatja:
| Lakosok száma | 2259 | 2875 | 2465 | 1083 | 783  | 674  | 937  | 943  | 971  | 1005 |
|               | 1869 | 1890 | 1921 | 1950 | 1980 | 2001 | 2017 | 2019 | 2022 | 2024 |